# César Ibáñez París
César Ibáñez París (Zaragoza, 1963) es un poeta y novelista español, licenciado en filología hispánica por la Universidad de Zaragoza.

## Trayectoria
Ha escrito libros de poesía y novelas, pero su obra más reconocida está en el género lírico donde ha publicado nueve poemarios, todos ellos reconocidos con premios literarios :
- La máscara blanca (Premio Gerardo Diego de la Diputación de Soria)
- Intemperies (Premio Ángel Martínez Baigorri de Lodosa)
- Cántaro y otros límites (Premio Isabel de Portugal de la Diputación de Zaragoza)
- Églogas invernales (Premio Voces del Chamamé).
- Los desvelos (Premio Alonso de Ercilla)[3].[4] Esta obra se realizó en una edición bilingüe hispano-portuguesa.[5]
- Invierno o luz (Premio Aurelio Guirao)
- La ruta de la sed (Premio Blas de Otero de Bilbao)[6]
- Conjugar. Premio Miguel Labordeta 2019)[7]

Además ha publicado la plaquette Diálogos al raso y la antología bilingüe -castellano y gallego- Llamas noches a los giros del vals.
También es autor de las novelas Los frutos caídos (2004), La Cueva de los diez acertijos (2008), y Donde Viven los Muertos (Tandaia 2016) y del libro de cuentos Los árboles de Petia (2017), alberga treinta y seis narraciones cortas, en las que la realidad y los elementos fantásticos se funden.
En 2017 obtuvo en Roma el premio de micropoesía Ritratti di poesia. En 2020 obtuvo el XXX premio Santa Isabel de narrativa por su novela La venus de las matrioskas cuyo jurado conformado por los escritores José Luis Acín, María Pilar Clau y Sandra Araguás manifestó que eligió la obra ganadora por "su ritmo, intriga, fluidez y calidad" así como por "su gran sentido del humor y la habilidad con la que se plantea la historia, donde cada personaje tiene una identidad propia".
Su traducción de Tartufo de Molière mereció el I Premio de Adaptación Literaria Biblioteca Teide.
Reside en Soria desde 1990, donde trabaja como profesor.